# گویش مجنی
گویش مُجِنی یا طبری مُجِنی گویشی از زبان مازندرانی می‌باشد که در شهر مُجِن واقع در جنوب شرقی شهرستان گرگان و در استان سمنان گویش می‌شود. که ریشه و اصل و نسب طبری مازندرانی دارد. گویش طبری شهر مُجِن به مقدار کمی تحت تأثیر سنگین زبان فارسی گرگانی و فارسی‌شاهرودی قرار گرفته است. تأثیر فارسی را می‌توان در تمام سطوح گویش و همچنین در واژگان مشاهده کرد. با این حال گویش طبری شهر مُجِن هنوز هویت و فرهنگ و اصل و نسب مازندرانی خود را حفظ کرده است، که می‌توان به ویژه در لغات وکلمات گویش مردم شهر مشاهده کرد.